# Roger Dupuy
Pour les articles homonymes, voir Dupuy.
Roger Dupuy, né le 19 janvier 1934 à Nice et mort le 2 juillet 2025, à Quimperlé, est un historien français. Il fut professeur à l'université Rennes 2 Haute Bretagne.

## Thèmes de recherche
- Résistances à la Révolution : France, Europe, XVIIIe – XIXe siècles
- Acculturation politique : XIXe siècle

## Thèse
- La Garde nationale et les débuts de la Révolution en Ille-et-Vilaine (1789-mars 1793), Klincksieck, Paris, 1972, 284 p. Version publiée de la thèse de 3e cycle
- De la Révolution à la chouannerie, Flammarion, Paris, 1988, 363 p. Version publiée de la thèse d’État.

## Publications
- Nouvelle histoire de la France contemporaine, t. 2 : La République jacobine : Terreur, guerre et gouvernement révolutionnaire, 1792-1794, Paris, Éditions du Seuil, coll. « Points. Histoire » (no 102), 2005, 366 p. (ISBN 2-02-039818-4, présentation en ligne).
- Pouvoir local et Révolution, 1780-1850. La frontière intérieure, (dir.), actes du colloque international, Rennes, 1993, Presses universitaires de Rennes, Rennes, 1995, 580 p.
- Pour une République sans Révolution, actes du colloque international de Rennes, 1995, Actes, Roger Dupuy et Marcel Morabito (dir.), Presses universitaires de Rennes, Rennes, 1996, 296 p.
- Les Chouans, coll. « La Vie Quotidienne », Hachette Littérature, Paris 1997, 287 p.
- Aux origines idéologiques de la Révolution, journaux et pamphlets à Rennes (1788-1789), Presses universitaires de Rennes, Rennes, 502 p.
- La Politique du peuple. Racines, permanences et ambigüités du populisme, Albin Michel, Paris, 2002, 251 p.
- La Bretagne sous la Révolution et l’Empire, 1789-1815, éditions Ouest-France université, Rennes, 2004, 345 p.
- La Garde nationale entre nation et peuple en armes : mythes et réalités, 1789-1871, Presses universitaires de Rennes, Rennes, 2006.